# USA:s folkräkning 2000
USA:s folkräkning 2000 (engelska: 2000 United States census) var den tjugoandra folkräkningen i USA:s historia. Folkräkningen registrerade 281 421 906 invånare.